# Bahnhof Milano Nord Bullona
Der Bahnhof Milano Nord Bullona (italienisch: Stazione di Milano Nord Bullona) war ein Bahnhof der norditalienischen Großstadt Mailand. Er lag auf dem städtischen Abschnitt (Cadorna–Bovisa) der von den Ferrovie Nord Milano betriebenen Bahnstrecken Milano–Asso und Milano–Saronno.

## Lage
Der Bahnhof befand sich im Nordwesten der Stadt; sein Name ging auf die vormals dort liegende Ortslage Bullona zurück.
Unter dem Empfangsgebäude befanden sich die zwei Gleise mit zwei seitlichen Bahnsteigen.

## Geschichte

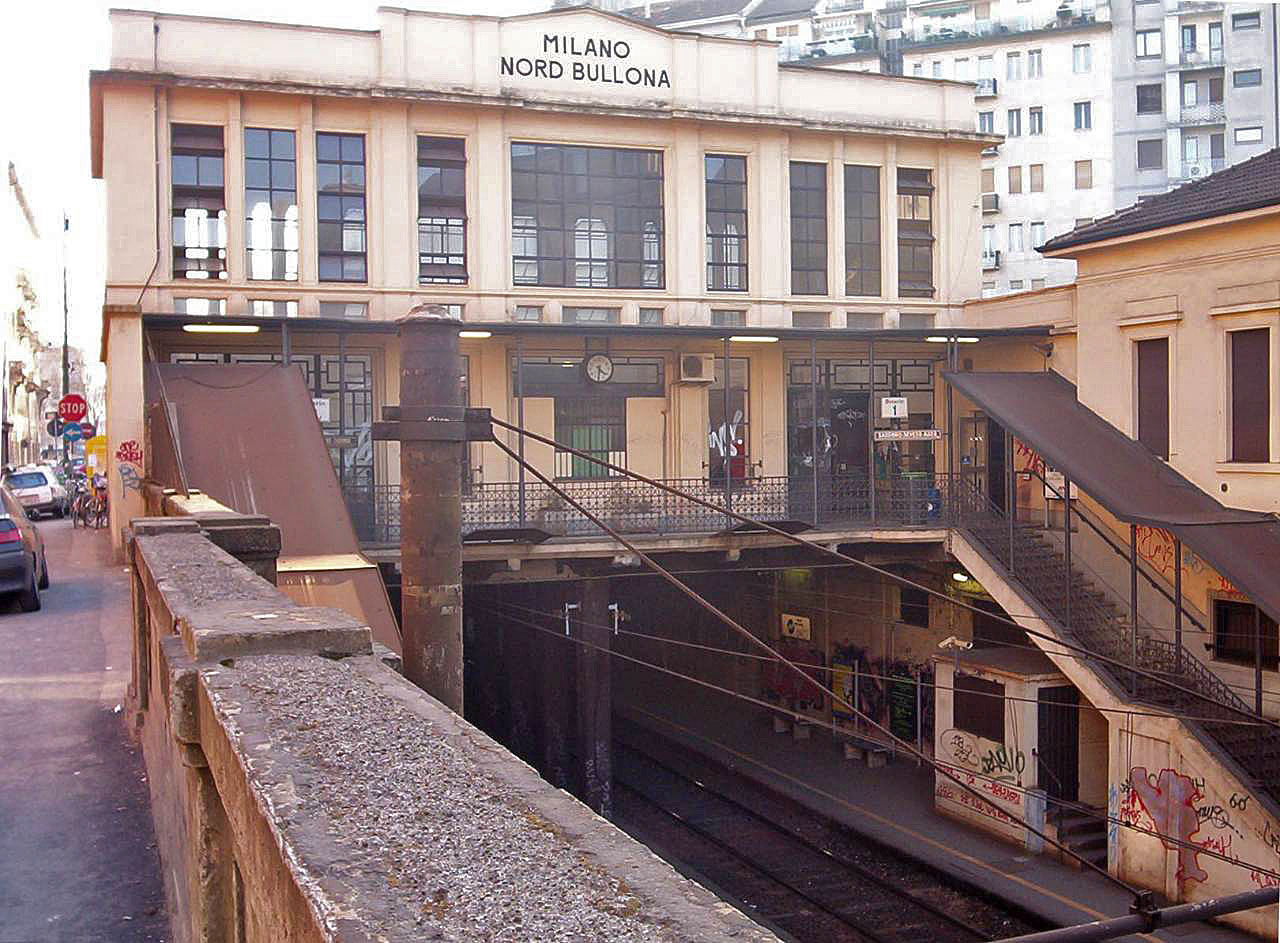
Die Gleise im Jahr 2003

Der 1879 eröffnete städtische Abschnitt der Bahnstrecke Milano–Saronno (auch von der Bahnstrecke Milano–Asso mitbenutzt) wurde 1929 wegen des steigenden Straßenverkehrs unter das Straßenniveau verlegt. Gleichzeitig wurde der neue Bahnhof Bullona als Reiterbahnhof gebaut und eröffnet.
Der Bahnhof wurde besonders für den Pendlerverkehr stark benutzt. Auch wenn der Bahnhof sich in einer ungewöhnlichen Lage befand, waren nicht weit entfernt zahlreiche Straßenbahnlinien zu finden.
2003 musste der Bahnhof wegen des Umbaus der Strecke von zwei auf vier Gleise stillgelegt werden. Die Bahnsteige mit ihren Stahlüberdachungen wurden wegen Raummangels abgerissen. Der verbreiterte Bahngraben wurde mit Betonplatten überdacht. Betrieblich wurde der Bahnhof durch den Tunnelbahnhof Domodossola-Fiera ersetzt, der 500 Meter weiter südlich liegt.
Das unter Denkmalschutz stehende Empfangsgebäude wurde gesperrt und restauriert. Es gab Pläne einer Nachnutzung, die aber bis heute (2011) nicht realisiert wurden.